# Walchs
Walchs ist ein Ortsteil der oberschwäbischen Gemeinde Stetten und Teilort der ehemaligen Gemeinde Erisried.

## Geographie
Walchs liegt etwa zwei Kilometer südöstlich von Stetten und ist über eine Gemeindestraße an den Hauptort angebunden. Im Norden wird der Ort durch den Saulengrainwald und das Gebiet des Brünnlemahd begrenzt; nördlich, südlich und westlich begrenzt der Eichelgartenwald den Ort. Östlich wird das Gebiet landwirtschaftlich genutzt. 

## Geschichte
Der Ort wurde ursprünglich Au genannt und 1458 erstmals urkundlich erwähnt. Eine weitere Erwähnung fand der Ort mit der Ainödin an der Aw am Saulengrain, die dem Jakob Walchen zu Erblehen überlassen wurde. 1584 wurde eine Messerschmiede zum Walch erwähnt. Die Kapelle Hl. Dreifaltigkeit wurde 1849 erbaut.